# Koromé
Koromé est une commune rurale située dans le département de Di de la province du Sourou dans la région de la Boucle du Mouhoun au Burkina Faso.

## Santé et éducation
Le centre de soins le plus proche de Koromé est le centre de santé et de promotion sociale (CSPS) de Di tandis que le centre médical avec antenne chirurgicale (CMA) de la province se trouve à Tougan.